# Оскар (20-та церемонія вручення)
20-та церемонія вручення нагород премії «Оскар» Академії кінематографічних мистецтв і наук за досягнення в галузі кінематографа за 1947 рік відбулася 20 березня 1948 року в концертному  Залі шрайнерів в Лос-Анджелесі, Каліфорнія, США. Ведучими були актори Агнес Мургед та Дік Пауелл.

## Переможці та номінанти
Переможці вказуються першими, виділяються жирним шрифтом та відмічені знаком «★».
| Найкращий фільм | Найкраща режисерська робота |
| --- | --- |
| - «Джентльменська угода» — Дерріл Занук для 20th Century Fox★ - «Дружина єпископа» — Семюел Голдвін для RKO Radio Pictures - «Перехресний вогонь» — Адріан Скотт для RKO Radio Pictures - «Великі сподівання» — Рональд Нім для Universal Studios, General Film Distributors, Ltd. - «Диво на 34-й вулиці» — Вільям Перлберг для 20th Century Fox | - Еліа Казан — «Джентльменська угода»★ - Генрі Костер — «Дружина єпископа» - Едвард Дмитрик — «Перехресний вогонь» - Джордж К'юкор — «Подвійне життя» - Девід Лін — «Великі сподівання» |
| Найкраща чоловіча роль | Найкраща жіноча роль |
| - Рональд Колман — «Подвійне життя» за роль Ентоні Джона★ - Джон Гарфілд — «Тіло і душа» за роль Чарлі Девіса - Грегорі Пек — «Джентльменська угода» за роль Філіпа Гріна - Вільям Пауелл — Життя з батьком« за роль Кларенса Дея, старшого - Майкл Редгрейв — »Моурінг стає електриком" за роль Оріна Меннона | - Лоретта Янґ — «Дочка фермера» за роль Каті Голстром★ - Джоан Кроуфорд — «Одержима» за роль Луїзи Хауелл - Сьюзен Гейворд — Smash-Up, історія жінки« за роль Енджі Еванс - Дороті Макгвайр — »Джентльменська угода" за роль Кеті Лесі - Розалінд Расселл — Моурінг стає електриком" за роль Лавінії Меннон |
| Найкраща чоловіча роль другого плану | Найкраща жіноча роль другого плану |
| - Едмунд Гвенн — «Диво на 34-й вулиці» за роль Кріса Крінгла★ - Чарльз Бікфорд — «Дочка фермера» за роль Джозефа Клансі - Томас Гомес — «Рожевий кінь» за роль Панчо - Роберт Райан — «Перехресний вогонь» за роль Монтгомері - Річард Відмарк — «Поцілунок смерті» за роль Томмі Адо | - Селеста Голм — «Джентльменська угода» за роль Анни Деттрі★ - Етель Беррімор — «Справа Парадайна» за роль Софі Хорфілд - Глорія Грем — «Перехресний вогонь» за роль Джінні Тремей - Марджорі Мейн — «Невдаха і я» за роль Ма Кетл - Енн Ревір — «Джентльменська угода» за роль місіс Грін |
| Найкращий оригінальний сценарій | Найкращий адаптований сценарій |
| - «Холостяк та Бобі-Соксер» — Сідні Шелдон★ - «Тіло і душа» — Авраам Полонський - «Подвійне життя» — Рут Гордон, Гарсон Канін - «Мосьє Верду» — Чарлі Чаплін - «Шуша» — Серджо Амідеї, Адольфо Франсі, Чезаре Джуліо Віола, Чезаре Дзаваттіні | - «Диво на 34-й вулиці» — Джордж Сітон (за оповіданням Валентина Девіса) ★ - «Бумеранг!» — Річард Мерфі (за статтею Фултона Оурслера з журналу «Рідерз дайджест») - «Перехресний вогонь» — Джон Пакстон (за романом Річарда Брукса «Цегляна лисяча нора») - «Джентльменська угода» — Мосс Харт (за однойменним романом Лаури Гобсон) - «Великі сподівання» — Девід Лін, Ентоні Гавелок-Аллан, Рональд Нім (за однойменним романом Чарльза Дікенса) |
| Найкраще літературне першоджерело | Найкращий анімаційний короткометражний фільм |
| - «Диво на 34-й вулиці» — Валентина Девіс★ - «Клітка солов’їв» — Жорж Шаперо, Рене Вілер - «Це сталося на П’ятому проспекті» — Герберт Клайд Льюїс, Фредерік Стефані - «Поцілунок смерті» — Елеазар Липський - «Smash-Up, історія жінки» — Дороті Паркер, Френк Каветт | - «Пиріг Твіті» — Едвард Сельцер★ - «Чіп та Дейл» — Волт Дісней - «Доктор Джекілл і містер Маус» — Фред Квімбі - «Синя примітка Плуто» — Волт Дісней - «Таббі – трубач» — Джордж Пал |
| Найкращий документальний повнометражний фільм | Найкращий документальний короткометражний фільм |
| - «Дизайн для смерті»★ - «Подорож у медицину» - «Світ багатий» | - «Перші кроки» — Відділ фільмів та візуальної інформації ООН ★ - «Паспорт в нікуди» — Фредерік Ульман молодший - «Школа в поштовій скриньці» — Австралійське бюро новин та інформації |
| Найкращий ігровий короткометражний фільм, однокатушечний | Найкращий ігровий короткометражний фільм, двокатушечний |
| - «До побачення, міс Турлок» — Герберт Моултон★ - «Бруклін, США» — Томас Мід - «Місячні ракети» — Джеррі Фербенкс - «Тепер ти це бачиш» — Піт Сміт - «Тож ви хочете бути в картинках» — Ґордон Голлінґшед | - «Піднімаючись на Маттерхорн» — Ірвінг Аллен★ - «Шампанське на двох» — Гаррі Грей - «Бій диких жеребців» — Томас Мід - «Дай нам землю» — Герберт Морган - «Голос народжується: історія Ніклоша Гафні» — Бен Блейк |
| Best Scoring of a Dramatic or Comedy Picture | Найкраща музика до фільму |
| - «Подвійне життя» — Міклош Рожа★ - «Дружина єпископа» — Уго Фрідхофер - «Капітан із Кастилії» — Альфред Ньюман - «Назавжди бурштин» — Девід Раксін - «Життя з батьком» — Макс Стайнер | - «Мама носила колготки» — Альфред Ньюман★ - «Фієста» — Джонні Грін - «Моя дика ірландська троянда» — Рей Хайндорф, Макс Стайнер - «Дорога до Ріо» — Роберт Е. Долан - «Пісня Півдня» — Даніеле Амфітеатров, Поль Сміт, Чарльз Волкотт |
| Найкраща пісня до фільму | Найкращий звук |
| - «Zip-a-Dee-Doo-Dah» — «Пісня Півдня» — музика: Аллі Врубель; слова: Рей Гілберт★ - «A Gal in Calico» — «Час, місце і дівчина» — музика: Артур Шварц; слова: Лео Робін - «I Wish I Didn't Love You So» — «Небезпечні пригоди Поліни» — музика та слова: Френк Лоссер - «Pass That Peace Pipe» — «Хороші новини» — музика та слова: Ральф Блейн, Х'ю Мартін, Роджер Еденс - «You Do» — «Мама носила колготки» — музика: Йозеф Міроу; слова: Мак Гордон | - «Дружина єпископа» — Гордон Е. Сойєр★ - «Вулиця Зеленого дельфіна» — Дуглас Ширер - «Т-чоловіки» — Джек Вітні |
| Найкраща робота художника-постановника, чорно-біла | Найкраща робота художника-постановника, колір |
| - «Великі сподівання» — художнє оформлення: Джон Браян; декорація: Вільфред Шинглтон★ - «Лисиці борони» — художнє оформлення: Лайл Р. Вілер, Моріс Ренсфорд; декорація: Томас Літл, Пол С. Фокс | - «Чорний нарцис» — художнє оформлення та декорація: Альфред Юнге★ - «Життя з батьком» — художнє оформлення: Роберт М. Хаас; декорація: Джордж Джеймс Хопкінс |
| Найкраща операторська робота, чорно-біла | Найкраща операторська робота, колір |
| - «Великі сподівання» — Гай Грін★ - «Привид і місіс Муїр» — Чарльз Ленг - «Вулиця Зеленого дельфіна» — Джордж Дж. Фолсі | - «Чорний нарцис» — Джек Кардіфф★ - «Життя з батьком» — Певерелл Марлі, Вільям В. Скалл - «Мама носила колготки» — Гаррі Джексон |
| Найкращий монтаж | Найкращі візуальні ефекти |
| - «Тіло і душа» — Френсіс Д. Ліон, Роберт Парріш★ - «Дружина єпископа» — Моніка Коллінгвуд - «Джентльменська угода» — Гармон Джонс - «Вулиця Зеленого дельфіна» — Джордж Вайт - «Дивна людина» — Фергюс Макдонелл | - «Вулиця Зеленого дельфіна» — А. Арнольд Гілзпі, Воррен Ньюкомб; спеціальні аудіоефекти: Дуглас Ширер, Майкл Стейнор★ - «Непереможений» — , Деверо Дженнінгс, Гордон Дженнінгс, Воллес Келлі, Пол Лерпа; спеціальні аудіоефекти: Джордж Даттон |

## Фільми з кількома номінаціями та нагородами
На премії «Оскара» ці фільми отримали  номінації та нагороди.
| Номінації | Фільм                      | Нагороди |
| --------- | -------------------------- | -------- |
| 8         | «Джентльменська угода»     | 3        |
| 5         | «Великі сподівання»        | 2        |
| 5         | «Дружина єпископа»         | 1        |
| 5         | «Перехресний вогонь»       | –        |
| 4         | «Диво на 34-й вулиці»      | 3        |
| 4         | «Подвійне життя»           | 2        |
| 4         | «Вулиця Зеленого дельфіна» | 1        |
| 4         | «Життя з батьком»          | –        |
| 3         | «Мама носила колготки»     | 1        |
| 3         | «Тіло і душа»              | 1        |
| 2         | «Чорний нарцис»            | 2        |
| 2         | «Дочка фермера»            | 1        |
| 2         | «Пісня Півдня»             | 1        |
| 2         | Моурінг стає електриком»   | –        |
| 2         | «Поцілунок смерті»         | –        |
| 2         | «Smash-Up, історія жінки»  | –        |
| 1         | «Холостяк та Бобі-Соксер»  | 1        |

## Виконавці
- Денніс Дей[en]
- Френсіс Лангфорд
- Ґордон Макрей[en]
- Джонні Мерсер
- Діна Шор

## Спеціальні відзнаки

### Почесний «Оскар»
- Джеймс Баскет[en] – «за його вмілу і зворушливу характеристику дядечки Римуса, друга і казкаря дітей усього світу в «Пісні Півдня» Волта Діснея».

- «Білл і Ку[en]» – «в якому артистизм і терпіння змішалися в романі та розважальному використанні середовища кінофільмів».

- Полковник Вільям Н. Селіг[en], Альберт Е. Сміт[en], Томас Армат[en] і Джордж К. Спор[en] – члени «невеликої групи піонерів, чия віра в нове середовище і чий внесок в його розвиток проклали шлях, по якому кінематограф просунувся, за їх життя, від невідомості до всесвітнього визнання».

### Найкращий іноземний фільм
- «Шуша» – Італія,